# Fred Meyer
Frederick Julius "Fred" Meyer (Chicago, Illinois, 17 de maig de 1900 - Los Angeles, Califòrnia, 12 de març de 1983) va ser un lluitador estatunidenc, especialista en lluita lliure, que va competir a començaments del segle xx.
El 1920 va prendre part en els Jocs Olímpics d'Anvers, on va guanyar la medalla de bronze en la competició del pes pesant del programa de lluita lliure. En semifinals va perdre contra Robert Roth, mentre en el combat pel bronze empatà contra Ernst Nilsson.